# Teocelo
Teocelo är en kommunhuvudort i Mexiko.   Den ligger i kommunen Teocelo och delstaten Veracruz, i den sydöstra delen av landet, 230 km öster om huvudstaden Mexico City. Teocelo ligger 1 189 meter över havet och antalet invånare är 9 259.
Terrängen runt Teocelo är kuperad. Runt Teocelo är det ganska tätbefolkat, med 139 invånare per kvadratkilometer. Närmaste större samhälle är Xalapa, 17,3 km norr om Teocelo. I omgivningarna runt Teocelo växer i huvudsak städsegrön lövskog.